# 今村貞雄
今村 貞雄（いまむら さだお、1905年 - 没年不詳）は、日本の映画プロデューサー、映画監督、脚本家である。太平洋戦争開戦前は、新興キネマ東京撮影所の撮影部長（製作部長）を務め、戦後は、ドキュメンタリー映画の製作会社ラジオ映画、テレビ映画の代表を務めた。

## 人物・来歴
1905年（明治38年）、北海道に生まれる。
1930年代（昭和5年以降）に松竹蒲田撮影所ニュース部に所属し、『大満蒙 蒙古篇』等のドキュメンタリー映画を手がける。1935年（昭和10年）2月に新興キネマが東京市板橋区東大泉町（現在の東京都練馬区東大泉）に開所した新興キネマ東京撮影所（現在の東映東京撮影所）の所長に、ニュース部の先輩の六車修が就任し、松竹大船撮影所にいた今村を引き抜いた。今村は、同撮影所の撮影部長（現在でいう製作部長）に就任、ドキュメンタリー映画や現代劇の製作を手がけた。
戦後は、1947年（昭和22年）に関孝二らと目黒区柿ノ木坂町（現在の東が丘1丁目あたり）に製作会社・ラジオ映画を設立、動物ものを中心としたドキュメンタリー映画やルポルタージュものを製作した。同社を1953年（昭和28年）ごろまでつづけたのち、製作会社・テレビ映画を設立、代表に就任した。同社の第1回作品として、1954年（昭和29年）、佐藤武監督の『嘘』をプロデュースしている。翌1955年（昭和30年）には、新東宝の大蔵貢の富士映画で、丸根賛太郎監督の劇映画『天下の若君漫遊記』をプロデュースしている。
1957年（昭和32年）、永田雅一の大映で、永田のプロデュースのもと、ドキュメンタリー映画『白い山脈』を監督し、同年の第10回カンヌ国際映画祭でパルムドールにノミネートされてコンペディション上映され、ロマンティックドキュメンタリー賞を受賞した。大映の東京撮影所（現在の角川大映撮影所）に置かれた生物映画研究所に所属し、ドキュメンタリー映画を監督したが、以降の記録が不明である。

## フィルモグラフィ
- 『大満蒙 蒙古篇』 : 松竹蒲田撮影所ニュース部、1933年 - 監修
- 『皇輝日本』 : 松竹蒲田撮影所ニュース部、1934年 - 監修
- 『病院船』 : 新興キネマ東京撮影所、1940年 - 構成
- 『玩具工場』 : 監督萩野頼三、新興キネマ東京撮影所、1940年 - 製作
- 『激流』 : 監督小石栄一、新興キネマ東京撮影所、1940年 - 製作
- 『母代』 : 監督田中重雄、新興キネマ東京撮影所、1941年 - 製作
- 『美しき本能』 : ラジオ映画 / 松竹、1949年 - 監督
- 『仔熊物語・野性のめざめ』 : 監督原千秋・小倉泰美、ラジオ映画 / 大映、1950年 - 脚本
- 『海魔陸を行く』 : 監督伊賀山正徳、ラジオ映画 / 東京映画配給、1950年 - 原作
- 『仔熊物語』 : 監督原千秋、ラジオ映画 / 大映、1951年 - 脚本
- 『花嫁蚤と戯むる』 : 監督原千秋、ラジオ映画 / 東京映画配給、1951年 - 製作
- 『裸女海底に死す』 : ラジオ映画 / 東映、1951年 - 監督
- 『嘘』 : 監督佐藤武、テレビ映画 / 新東宝、1954年 - 企画
- 『天下の若君漫遊記』前篇 変幻出没の巻・後篇 活殺自在の巻 : 監督丸根賛太郎、富士映画 / 日活、1955年 - 製作
- 『白い山脈』 : 大映東京撮影所、1957年 - 監督
- 『神秘の国インド』 : 生物映画研究所 / 大映、1958年 - 構成
- 『長い鼻』 : 生物映画研究所 / 大映、1958年 - 監督

## 註
1. 1 2 3 4 5  『日本アルプス探検記録 白い山脈』、清水達夫編、平凡出版、1957年、奥付プロフィール。
2. 1 2 3  『日本映画発達史 III』、田中純一郎、中公文庫、1980年 ISBN 4122003059, p.48.
3. ↑  『日本映画監督全集』、キネマ旬報社、1976年、p.227-228、「関孝二」の項（執筆川島のぶ子）。
4. ↑  嘘、キネマ旬報社、2009年11月14日閲覧。
5. ↑  #外部リンク、Sadao Imamura, Internet Movie Database, 2009年11月14日閲覧。